# Torkild Brakstad
Torkild Brakstad (Molde, 20 settembre 1945 – Molde, 14 maggio 2021) è stato un allenatore di calcio e calciatore norvegese, di ruolo difensore.

## Carriera

### Giocatore

#### Club
Brakstad giocò nel Molde dal 1962 al 1973 e poi dal 1974 al 1978.

#### Nazionale
Brakstad giocò 3 partite per la Norvegia. Debuttò il 15 agosto 1974, nella sconfitta per 2-1 contro la Finlandia.

### Allenatore
Brakstad fu allenatore-giocatore del Molde dal 1969 al 1974, oltre che nel 1976. In seguito tornò soltanto come allenatore fra il 1980 e il 1981, e ancora nel 1986. Fu tecnico anche del Tromsø e del Rosenborg.